# Schermaglia (videogiochi)
Con il termine schermaglia (in inglese skirmish) si intende una modalità di gioco presente in molti videogiochi di combattimento, che consiste nel giocare una partita singola fine a sé stessa, priva di trama e non inserita in una sequenza di livelli sempre più difficili (che è tipica invece della modalità campagna).
Possono esserci due o più partecipanti, in genere tutti ad armi pari, organizzati o meno in squadre, controllati dal PC e/o da altri giocatori tramite la modalità multiplayer. 
La modalità schermaglia è presente in moltissimi giochi di strategia, per citarne alcuni: Stronghold, Age of Empires, Empire Earth. In alcuni videogiochi anche la modalità Campagna può essere formata da varie partite in modalità schermaglia, come in Fire Emblem: The Sacred Stones.